# 리시리 공항
리시리 공항(일본어: 利尻空港, 영어: Rishiri Airport, IATA: RIS, ICAO: RJER)은 일본 홋카이도 리시리군 리시리후지정의 리시리섬 북단에 위치해 있는 제3종 공항으로 홋카이도 내에 건설된 최초의 낙도 공항이며 제트 항공기의 운항이 가능한 시설을 갖추고 있다.

## 개요
개항 당시의 활주로는 600m였으나 낙도 교통문제 해소와 관광 수요 대응을 통한 섬의 발전을 위해 한 차례의 연장 후 신활주로를 건설하여 현재에 이른다. 
활주로 평행 유도로는 설치되어 있지 않으며 활주로 끝에서 항공기의 방향을 돌리기 위한 터닝 패드는 물론 항공기가 공항 터미널 건물에 접안할 수 있는 탑승교조차도 없으며 오직 소형 제트 항공기 2기, 프롭기 1기가 동시에 주기가 가능한 주기장만을 갖추고 있다.

## 역사
리시리 공항은 1962년 600m의 활주로를 갖춘 채로 리시리후지정의 관리하에 개항했을 당시 리시리 공항과 왓카나이 공항을 잇는 부정기 편만이 운항되었다. 
이후 1974년 활주로를 800m로 연장하면서 에어닛폰에서 왓카나이 노선을 정기 운항하기 시작한 뒤 1991년에는 공항의 관리 주체가 리시리후지정에서 홋카이도로 이관되었으며 1994년에는 에어닛폰에서 리시리 ~ 왓카나이 노선을 홋카이도 에어 시스템으로 넘겼다.
1999년에는 1,800m급 활주로가 신설되면서 제트 항공기의 취항이 가능해졌고 이와 함께 에어닛폰에서 리시리 ~ 삿포로 노선을 하계 계절편으로 신설하여 운항에 들어간 이후 2003년에 리시리 ~ 왓카나이 노선이 폐지되었고 동시에 리시리 ~ 신치토세 노선을 정기편으로 변경하여 운항하고 있다.

## 운항 노선

### 국내선
| 항공사                  | 목적지           |
| ----------------------- | ---------------- |
| 에어닛폰(ANA 윙스 운항) | 삿포로(신치토세) |
| 홋카이도 에어 시스템    | 삿포로(신치토세) |